# Mari-Suksy
Mari-Suksy (ros. Мари-Суксы) – wieś (sieło) w Rosji, w Tatarstanie, w rejonie aktanyski. W 2010 liczyła 497 mieszkańców, głównie Maryjczyków.